# NGC 1677
NGC 1677 este o galaxie situată în constelația Eridanul. A fost descoperită în  de către .